# Buciumeni (Galați)
Pour les articles homonymes, voir Buciumeni.
Buciumeni est une commune roumaine située dans le județ de Galați.